# The Fourth World War (film)
 (avril 2011).
Si vous disposez d'ouvrages ou d'articles de référence ou si vous connaissez des sites web de qualité traitant du thème abordé ici, merci de compléter l'article en donnant les références utiles à sa vérifiabilité et en les liant à la section « Notes et références ».
Pour plus de détails, voir Fiche technique et Distribution.
The Fourth World War (La Quatrième Guerre mondiale) est un film américain de Richard Rowley et Jacqueline Soohen, réalisé en 2003 par l'agence Big Noise Tactical. 
Ce reportage, mettant en scène des textes des zapatistes et des images d'insurrection violentes (combats de rue), connut un énorme succès chez les militants radicaux[réf. nécessaire]. Pour autant, certains[Qui ?] critiquèrent vivement ce film en raison notamment du fait qu'il fut en partie financé par la Fondation Rockefeller. Selon eux la Fondation Rockefeller a tout intérêt à promouvoir le culte des violences urbaines chez les jeunes dans le but de renforcer les politiques répressives et sécuritaires.